# Prusios
Los prusios o prusianos (en latín Pruteni) eran una etnia de origen báltico, originariamente instalada entre los ríos Neman o Nemunas y Minge. El nombre de Prusia deriva de ellos. Es importante no confundir a los prusios bálticos con los posteriores y mucho más conocidos prusianos alemanes.
La zona poblada por los prusios se extendía, hacia el este y en dirección suroeste, más allá de los confines históricos de Prusia Oriental. En las zonas más centrales del asentamiento de los antiguos prusianos, los descubrimientos arqueológicos comprueban una presencia ininterrumpida de esta población desde fines del Neolítico hasta finales del Medioevo. Su expansión hacia la cuenca del Vístula tuvo lugar en el siglo VII, cuando la presencia de colonos germánicos era aún muy débil. Los prusios propiamente dichos (también llamados borusios) fueron sometidos por la Orden Teutónica a partir del siglo XII y luego los pobladores prusianos bálticos fueron asimilados por poblaciones migrantes (ver "Drang nach Osten") de origen alemán, y en el sur de su territorio por polacos (en el sur los polacos procedentes de Mazovia se instalaron en Masuria y aunque los masurianos conservaron su dialecto polaco hasta el siglo XX, ya a fines del siglo XIX estaban muy asimilados por los alemanes). En cuanto a los prusianos bálticos, prusios, prutenos o borusios, su lengua baltoeslava, el antiguo prusiano, se extinguió alrededor de los siglos XVII-XVIII y está escasamente documentada. Topónimos de  origen balto-prusiano o antiguo prusiano son: Barta, Chelmno, Notanga, Pamede, Sasna, Lubava, Suduwa, Galinda, Nadruwa, Pagude, Semba, Skalwa y Warme.

## Etimología
Peter von Dusburg, monje de la Orden Teutónica, narró el sometimiento de los prusios (antiguos prusianos no germanizados) en el texto Chronicon terrae Prussiae (en latín: Crónica de la Tierra de los Prusios), llamando a los prusios con el nombre latino (Pruteni/Prutenos). El nombre de los prusianos antiguos o prusios en su propio idioma era  Prūsai, pronunciado con la "u"  larga. No existe hoy acuerdo sobre el significado de este nombre; para algunos deriva de  "prūta/prūota" (astucia, inteligencia), para otros de "prūsna" (rango, honor) o de "prūsas" (elevado), derivado a su vez de la radical indoeuropea "purusah" (hombre, persona). Es muy probable que este último sea el significado, porque ha sido común de muchas etnias en distintas partes de la ecúmene autodenominarse con palabras que equivalen a "hombre".

## Subdivisiones
Según Peter von Dusburg, los prusios estaban divididos en 10 tribus:

Las tribus de los prusianos antiguos o prusios en el. Las localidades indicadas fueron fundadas por la Orden Teutónica para facilitar la conquista alemana de la Prusia Oriental; la línea rosa es el actual límite (desde 1945) entre Polonia -al sur- y el óblast ruso de Kaliningrado -al norte-.

|    | Latín     | alemán           | lituano | prusiano antiguo (reconstruido) |  |
| -- | --------- | ---------------- | ------- | ------------------------------- |  |
| 1  | Pomesania | Pomesanien       | Pamedė  | Parmeddi                        |  |
| 2  | Varmia    | Ermland, Warmien | Varmė   | Warmi                           |  |
| 3  | Pogesania | Pogesanien       | Pagudė  | Paguddi                         |  |
| 4  | Notangia  | Natangen         |         |                                 |  |
| 5  | Sambia    | Samland          | Semba   |                                 |  |
| 6  | Nadrovia  | Nadrauen         |         |                                 |  |
| 7  | Bartia    | Barten           | Barta   | Barta                           |  |
| 8  | Scalovia  | Schalauen        | Skalva  |                                 |  |
| 9  | Sudovia   | Sudauen          | Sūduva  | Sūdawa                          |  |
| 10 | Galindia  | Galindien        | Galinda | Galinda                         |  |

## Conquista y conversión forzada

### Primeras tentativas de evangelización
Los antiguos prusios (antiguos prusianos bálticos) eran paganos. Según Peter von Dusburg

Porque ellos desconocían al Señor, adoraban erróneamente a sus criaturas, fueran el sol, la luna, las estrellas, las aves, los cuadrúpedos y hasta a las serpientes. Ellos poseían entonces ríos, campos y bosques sagrados, donde no osaban cultivar, pescar o recoger leña.

En el año 997 el obispo Adalberto de Praga intentó una primera misión evangelizadora. Contemporáneamente al anterior, el duque Boleslao I de Polonia emprendió una expedición militar para conquistar el territorio de los prusios. Los prusios sospecharon de Adalberto, suponiendo que era espía de Boleslao, y lo mataron por haber profanado uno de sus bosques sagrados.

### Tentativas polacas de conquista
En el periodo sucesivo, los polacos intentaron repetidamente apoderarse del territorio habitado por los prusios, sobre todo para disponer de una salida al mar Báltico.
En 1209, 1220 y posteriormente, el conde polaco Conrado I de Mazovia intentó someter a los prusios pero fue rechazado. En 1224, avanzaron contra los prusios los Caballeros de Dobrin polacos, que dependían de la Orden Teutónica alemana. También ellos fueron repelidos, y la contraofensiva de los prusios fue tan intensa que el mismo Conrado se vio en peligro y pidió directamente ayuda a la Orden Teutónica.

### Invasión de la Orden Teutónica
Conrado ofreció a la Orden Teutónica los territorios de los prusios a cambio de la asistencia militar. Sin embargo, antes de intervenir la Orden Teutónica esperó que la concesión de Prusia recibiera la confirmación de parte del emperador Federico II del Sacro Romano Imperio Germánico, la cual advino con la Bula de Rímini de 1266.
Con el Tratado de Kruschwitz (1230), Conrado cedió a la Orden la Tierra de Chelmn y todas las siguientes conquistas en la Prusia Oriental. No está aún claro si el tratado fue en realidad un diktat de la Orden Teutónica a Conrado, o si no se trató directamente de una falsificación.

### Cronología de la conquista
- 1234 primera campaña de conquista.
- 1242 primera rebelión de los prusios.
- 1249 Tratado de paz de Christburg.
- 1260-1272 segunda rebelión de los prusios.

### Rebeliones
En el siglo XIII, la Orden Teutónica pudo someter a los prusios y adueñarse de su territorio tras una guerra que duró décadas. En las villas y aldeas habitadas por los prusios fueron impuestos como jefes locales prusianos conversos, detestados por sus habitantes, sobre todo porque forzaban a los campesinos a la corvea. Esta forma de explotación, unida a la falta en el cumplimiento de las promesas de libertad de culto, provocaron el descontento de la población prusiana báltica y luego rebeliones.
Los prusios encontraron un aliado en Swantopolk II, duque de Pomerania, príncipe de la dinastía de los Samboridos, quien había comprendido que la Orden Teutónica no solo buscaba someter a los prusios, sino crear en la región un potente Estado. Swantopolk fue excomulgado por aliarse con los prusios. Los prusios consiguieron por un tiempo retomar el dominio total de casi todo el país y expugnar o rendir varios castillos de la Orden Teutónica. La Orden Teutónica pudo volver a invadir la Tierra de Chelmn solo con la ayuda del duque de Mazovia.
En 1243 el papa Inocencio IV proclamó la "santa" cruzada contra los prusios. En 1244 Swantopolk fue constreñido a pedir la paz a cambio de que la Orden cesase sus acciones bélicas contra los prusios. Solamente los castillos de Balga, Elbing, Kulm y Toruń quedaron en poder de la Orden Teutónica. La situación era de un dominio nominal por parte de la Orden Teutónica sobre los territorios prusianos. Tan es así que en 1249 se firmó un nuevo tratado de paz, en el cual se establecían en 18 puntos los deberes y derechos de las partes en conflicto.
En 1250 una grave derrota de los caballeros teutónicos puso fin a la tentativa de subyugar a los natangianos. Los galindios, que no habían sido todavía sojuzgados, se dirigieron al duque de Mazovia para prevenir los ataques de la Orden. Por toda respuesta, la Orden Teutónica emprendió en 1253 una expedición contra los bartianos y galindios. Los prusios se rebelaron nuevamente en 1256 y 1261, logrando rechazar a los caballeros de la Orden, los cuales, sin embargo, se acuartelaban en los principales castillos, y al año siguiente volvieron a sofocar violentamente las rebeliones y recuperaron el territorio de los prusios.
La resistencia de los prusios se fue debilitando lentamente. En 1271 el papa Clemente IV proclamó una nueva cruzada y a mediados de 1270 solamente las tribus más septentrionales no estaban sometidas. En 1283 el último jefe de los prusios yotvingios, Skurdo, fue forzado a aceptar el bautismo.[cita requerida]
Decenios de años en guerra tuvieron un costo humano altísimo: algunos estudiosos estiman que perdieron la vida entre el 20 % y el 50 % de los antiguos prusianos o prusios.[cita requerida]
En los años sucesivos, la Orden Teutónica favoreció el aflujo de colonos alemanes, asimilando de hecho a la población indígena. Pese a ello los antiguos prusios lograron mantener su identidad hasta el siglo XVIII.